# Radio a galena
La radio a galena è un semplice tipo di ricevitore radio. Non ha bisogno di batterie o altra fonte di energia ad eccezione delle onde radio ricevute grazie a una lunga antenna esterna.

## Introduzione
Un tipo di conduttore chiamato filo litz (dal tedesco Litzendraht, filo intrecciato) è usato per ridurre l'effetto pelle per frequenze da pochi kHz a circa un MHz. È costituito da numerosi fili isolati tra loro mediante smaltatura e rivestito da cotone. Si utilizzava soprattutto per realizzare bobine utilizzando il filo litz avvolto secondo un particolare tipo di geometria chiamata a nido d'ape, in modo che il campo magnetico abbia lo stesso effetto su tutti i singoli fili della matassa. Il cavo litz è spesso usato nei trasformatori ad alta frequenza per aumentare la loro efficienza.

Anche i grossi trasformatori di potenza possono usare cavi di tipo  litz.

In altre applicazioni, i conduttori non sono a sezione piena ma hanno una struttura tubolare: la resistenza che manifestano alle alte frequenze è la stessa ma sono più leggeri.

Conduttori pieni o a sezione cava possono anche essere argentati (ricoperti da un sottile strato di argento). Questo metallo ha, infatti, una resistività minore di quella del rame. Alle alte frequenze (VHF e microonde) lo spessore applicato è sufficiente a contenere lo spessore δ dell'effetto pelle.
Leggi la voce
Le radio a galena sono generalmente costituite da un'antenna a filo, un induttore in rame, un demodulatore e cuffie. Poiché tali radio sono ricevitori passivi, si differenziano sotto diversi profili dalle radio ordinarie, che contengono amplificatori alimentati da una fonte di energia. Le radio a galena, infatti, devono ricevere e conservare quanta più potenza elettrica possibile dall'antenna convertendola in suono, mentre gli apparecchi comuni amplificano il debole contenuto energetico del segnale veicolato con le onde radio. Nonostante le radio a galena oggigiorno abbiano un significato più storico che pratico, esse vengono utilizzate a livello hobbystico come sfida per la ricezione di deboli e distanti radio-segnali pur senza amplificazione.
Le radio a galena possono essere progettate per ricevere stazioni che trasmettono praticamente su tutte le frequenze radio usate comunemente. Nella maggior parte dei casi sono comunque progettate per ricevere le onde corte internazionali (49 metri) in AM, poiché i segnali sono più forti in queste bande in condizioni di propagazione favorevole. Le prime radio di solito ricevevano i segnali dei trasmettitori a scintilla che operavano a 350 kHz circa.
Comunque, le radio a galena concepite per la banda AM ricevono di solito piuttosto bene anche la FM intorno ai 100 MHz, che riescono a demodulare grazie ad un fenomeno fisico chiamato slope detection.
Vi sono gruppi di appassionati e siti web dedicati alla costruzione degli apparecchi in discorso. Si fanno gare e concorsi in cui si confrontano prestazioni e progetti dei vari apparati. Secondo alcune teorie, i moderni diodi, gli induttori ultrasottili a "filo litz" (vedi box a margine) e condensatori a bassa dispersione spingono le prestazioni ben oltre quelle dei ricevitori primitivi.

## Funzionamento

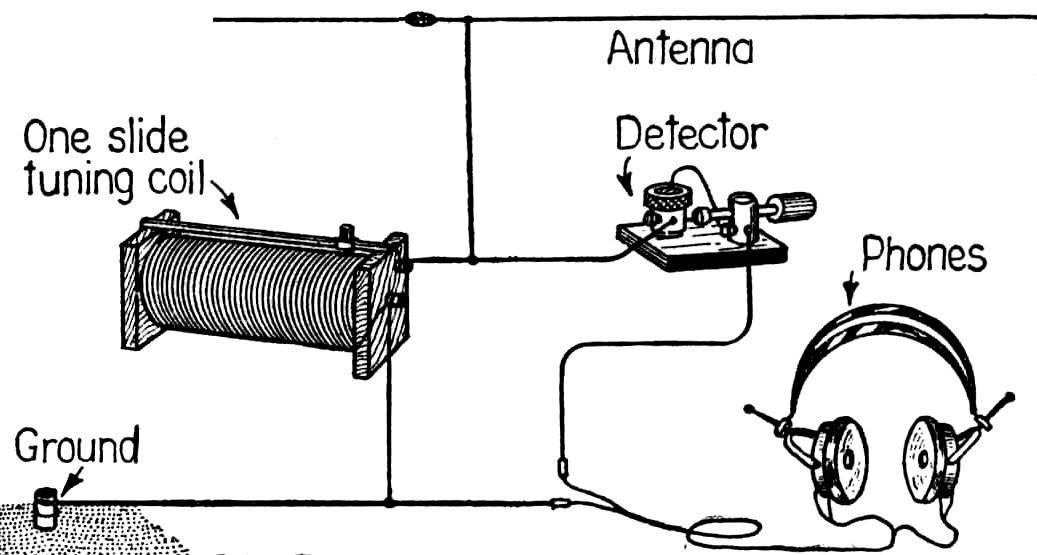
Disegno tecnico che illustra i vari componenti di una radio a galena.

Una radio riceve le trasmissioni da una stazione radio, la quale converte il suono in onde radio (onde elettromagnetiche). Tali onde attraversano in continuazione l'antenna della radio a galena. Le onde radio fanno sì che l'elettricità fluisca tra il cavo dell'antenna e quello di messa a terra. La radio a galena usa un sintonizzatore per "regolare" le sue caratteristiche, in modo da captare una sola stazione.
Il sintonizzatore può consistere di un semplice induttore a scorrimento che risuona mutando le sue caratteristiche, e che si comporta quindi anche da condensatore, formando un circuito risonante parallelo. Un rivelatore successivamente estrae l'informazione utile (segnale sonoro) dall'onda portante (segnale ricevuto).
Il rivelatore consiste in un cristallo di galena (solfuro di piombo), da cui il nome, talvolta posto in un apposito tubetto di vetro; un piccolo filo metallico terminante a punta viene posto a contatto col cristallo (baffo di gatto), costituendo così un diodo.
È noto infatti che alcuni cristalli (come appunto il solfuro di piombo) presentano tale proprietà; il verso del diodo così costituito però non è fissato e inoltre è necessario periodicamente spostare il punto di contatto, perché disgregazione del cristallo ed ossidazione mutano le caratteristiche del contatto. Tutto ciò costituiva un sistema per realizzare un diodo in modo molto economico ma con scarsa affidabilità.
Oggi, è preferibile utilizzare per tale tipo di ricevitore un diodo al germanio, dal funzionamento molto stabile e che non necessita di alcun tipo di messa a punto. Altrettanto adatto anche un diodo Schottky, al silicio. Non è invece utilizzabile il comune diodo al silicio a causa della sua maggiore tensione di soglia.
Completano il ricevitore le cuffie, che devono essere ad alta impedenza, che costituiscono in qualche modo l'interfaccia con cui l'orecchio umano può percepire finalmente il suono. Tali cuffie possono essere del tipo magnetico (telefonico), con impedenza di circa 2000 ohm, oppure di tipo piezoelettrico (auricolare a cristallo).
Si possono usare anche le moderne cuffie a bassa impedenza, interponendo un adatto trasformatore (adattatore di impedenza) chiamato trasformatore di uscita.

## Storia
La radio a galena è stata inventata a seguito di una catena di scoperte alla fine dell'Ottocento, determinando un graduale affinamento di ricevitori sempre più pratici nel Novecento, agli albori dell'elettronica. Il primissimo uso pratico della radio a galena era volto alla ricezione dei radiosegnali in codice Morse trasmessi da pionieristici radioamatori con potenti trasmettitori a scintilla.

### Primi anni

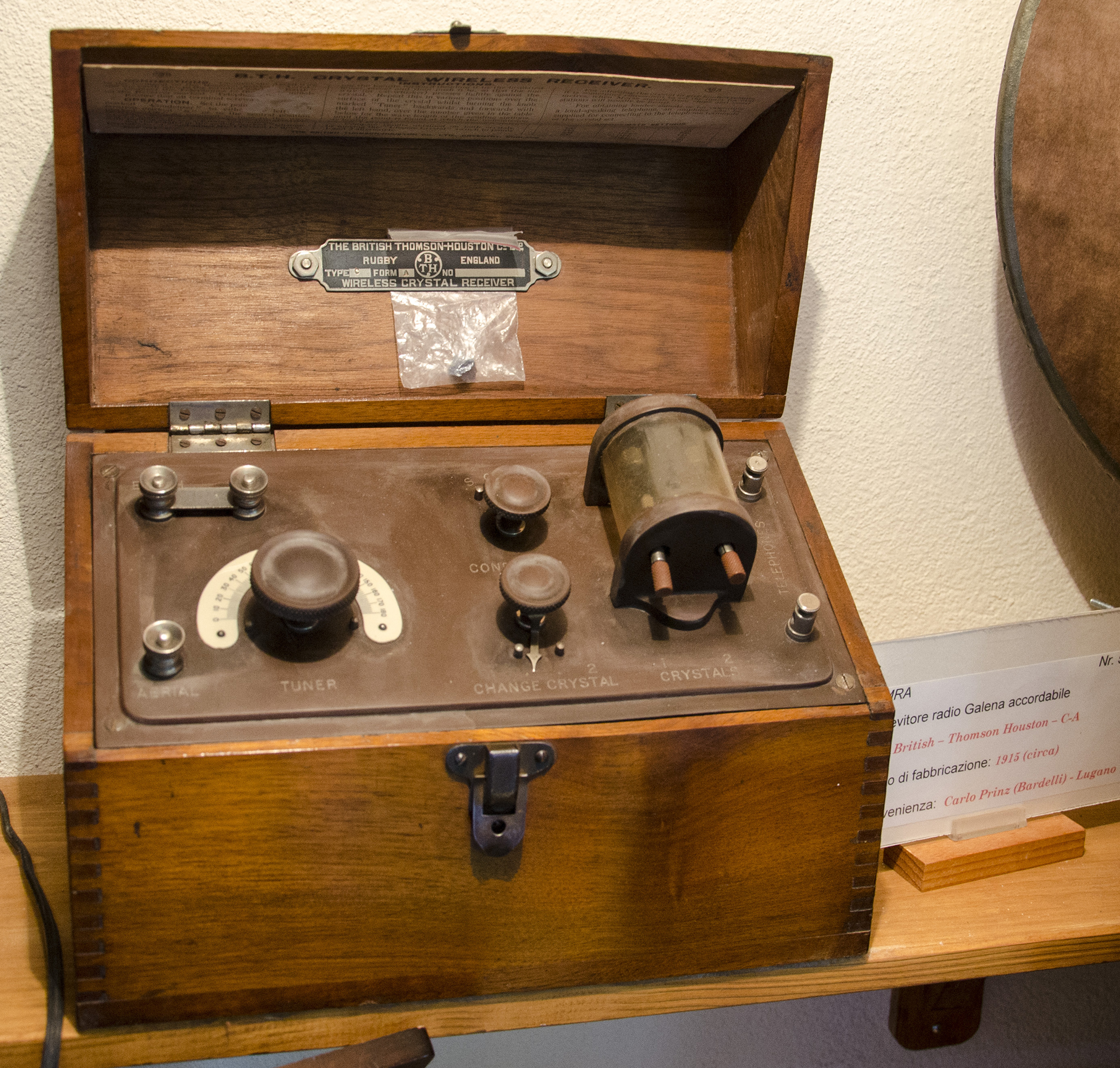
Radio a galena (1915) - Museo della radio - Monteceneri (Svizzera)

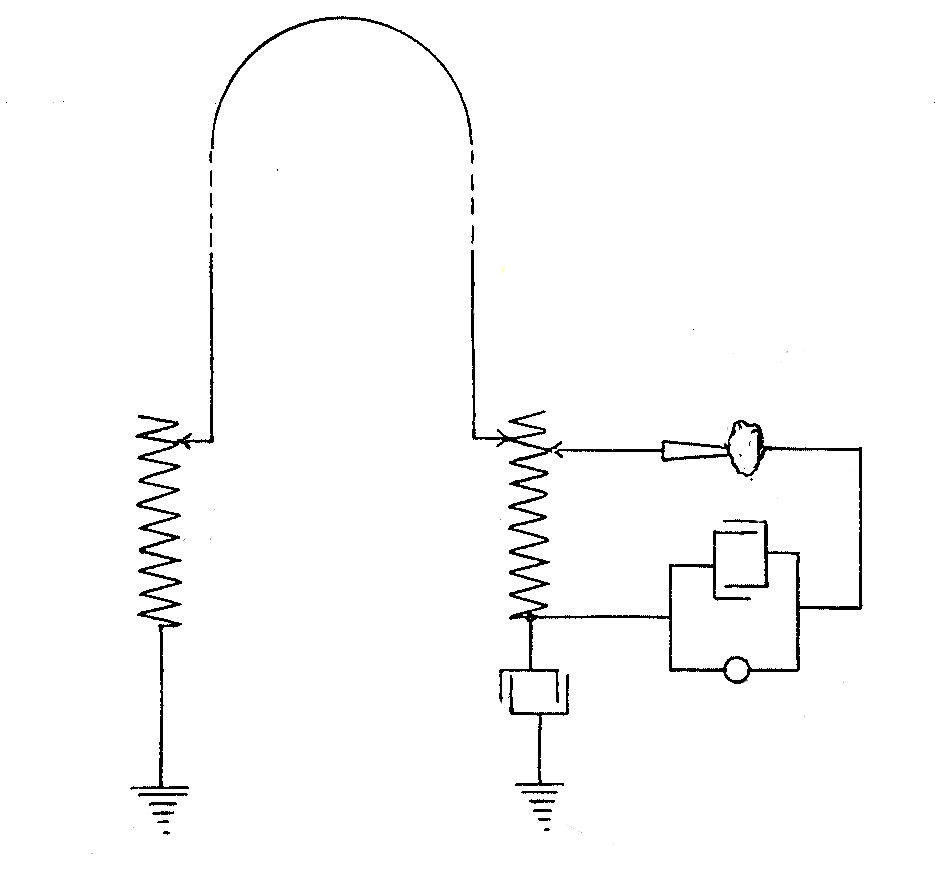
Schema elettrico del brevetto industriale statunitense n. 836,531 di Greenleaf Whittier Pickard "Means for receiving intelligence communicated by electric waves"

La primordiale radio-telegrafia usava trasmettitori a scintilla e convertitori ad arco oltre ad alternatori ad alta frequenza funzionanti nel campo delle onde radio. Un essenziale modulatore, detto Branley Coherer, veniva impiegato per rivelare la presenza (o l'assenza) di radio-segnale. Tuttavia, questi arcaici apparati non possedevano la sensibilità necessaria a convertire un segnale debole.
Intorno al 1906, i ricercatori scoprirono che certi minerali metallici, come per l'appunto la galena, potevano essere usati per rivelare il segnale.
Questi apparati erano chiamati crystal detectors. Greenleaf Whittier Pickard, il 30 agosto 1906, richiese un brevetto per un crystal detector al silicio, ottenendone la registrazione il successivo 20 novembre. Il modulatore di Pickard era rivoluzionario in quanto aveva scoperto che un sottile cavo appuntito detto "a baffo di gatto" a lieve contatto con un minerale produceva il miglior effetto semiconduttivo.
Un crystal detector comprende il "cristallo", uno speciale cavo sottile che mette in contatto il cristallo ed il sostegno che mantiene i componenti al proprio posto. Come abbiamo detto, la galena è il tipo di cristallo più comunemente usato per lo scopo. Parecchi altri minerali sarebbero comunque analogamente adatti. Un altro vantaggio dei cristalli era il fatto che potessero demodulare i segnali AM. Questa forma di trasmissione era usata nei radiotelefoni e per trasmettere voce e musica per l'ascolto pubblico. I dispositivi a cristallo rappresentavano un metodo economico e tecnologicamente semplice per ricevere questi segnali in un'epoca in cui l'industria radiofonica era allo stato embrionale.
Nel 1922, lo U.S. Bureau of Standards diffuse una pubblicazione intitolata Construction and Operation of a Simple Homemade Radio Receiving Outfit. L'articolo mostrava come praticamente ogni famiglia che comprendesse un individuo fornito di elementare abilità manuale poteva costruirsi una radio con cui ricevere informazioni sugli argomenti di attualità e cultura più disparati. Questo documento rappresenta una sorta di pietra miliare nell'avvicinamento agli apparecchi radio da parte di un'utenza generalizzata. Il NBS fece seguito lo stesso anno con una versione più raffinata, Construction and Operation of a Two-Circuit Radio Receiving Equipment With Crystal Detector, contemplante un apparecchio a due circuiti.

### Anni venti e trenta
Al principio del XX secolo, le apparecchiature radio non erano alla portata economica del grande pubblico, per cui la gente interessata le costruiva utilizzando materiali di fortuna, anche singolari, come mazze da baseball, scatole, giornali vecchi, ecc. Tuttavia, alcuni storici considerano l'autunno del  1920 come inizio delle trasmissioni radio a scopo di intrattenimento. Pittsburgh (Pennsylvania) — stazione KDKA di proprietà della Westinghouse — ricevette la licenza dallo United States Department of Commerce appena in tempo per trasmettere le elezioni presidenziali negli Stati Uniti d'America del 1920. Oltre alla cronaca di eventi speciali, la diffusione presso gli agricoltori delle quotazioni dei raccolti era un vero servizio di pubblica utilità, agli albori della radiofonia.
Nel 1921, le radio prodotte industrialmente erano ancora assai costose. Se confrontate con il potere d'acquisto attuale del dollaro, alcune avrebbero avuto un prezzo intorno ai 2 000 $. Dato che le famiglie meno agiate non si sarebbero potute permettere simili esborsi, la stampa pullulava di consigli su come costruirsi radio a galena con materiali normalmente presenti nelle abitazioni. Per abbattere le spese, molti progetti suggerivano di avvolgere la bobina per la sintonia su contenitori vuoti come le scatole di cereali, che divennero un comune elemento costitutivo delle radio fatte in casa.

### Amplificazione non elettrica
Poiché l'illuminazione a gas e la lampada a cherosene erano usate ben prima dell'adozione dell'energia elettrica, la loro fiamma venne usata per l'amplificazione del suono. Si inseriva un cono di ceramica con un piccolo foro al centro della fiamma, e si attaccava una cuffia al fondo aperto del cono, sigillato a tenuta d'aria. Questo funzionava come una piccola pompa, risucchiando periodicamente la miscela combustibile nella semi-onda negativa, e proiettandola indietro nella semi-onda positiva.
L'amplificazione a pompa d'aria fu usata per la prima volta nei pathephones, in cui una pompa veniva azionata dallo stesso motore a molla del giradischi. Un tubo pneumatico della misura di uno spillo era posto dietro ad una membrana acustica, che agiva come una valvola pneumatica e modulava il flusso dell'aria, amplificando il suono. Questo metodo fu agevolmente riconvertito anche per le radio a galena.

### Amplificatori senza valvola
L'amplificatore a carbonio, consistente in un microfono a carbone ed un auricolare elettromagnetico condividenti una membrana ed un guscio comuni, fu usato nell'industria della telefonia e nelle protesi acustiche quasi dall'invenzione di entrambi i componenti, ed assai prima delle valvole termoioniche. Poteva essere prontamente comprato o adattato da ricambi telefonici in modo da essere usato nelle radio a galena. A differenza delle valvole termoioniche, poteva funzionare anche a batteria (da automobile, o perfino quelle per torcia elettrica) ed era in grado di funzionare praticamente in eterno.

### Cristadina
Nella Russia dei primi anni venti, devastata dalla guerra civile, il giovane scienziato Oleg Losev stava sperimentando l'applicazione di variazioni di potenziale elettrico a tipi diversi di cristalli, allo scopo di affinare la ricezione. Il risultato fu sorprendente; con un cristallo di zincite (ossido di zinco) otteneva l'amplificazione. Era il fenomeno della resistenza negativa, decenni prima del diodo ad effetto tunnel. Dopo i primi esperimenti, costruì ricevitori rigenerativi e supereterodina, ed anche trasmettitori. Tuttavia, questa scoperta non fu valorizzata dalle autorità, e cadde rapidamente nell'oblio; non vi fu alcuna produzione di massa, ma soltanto alcuni prototipi creati per la ricerca.
La cristadina era prodotta in condizioni primordiali, poteva essere costruita con tecniche rurali, a differenza di valvole termoioniche ed apparecchi moderni muniti di semiconduttori. Oleg Losev, si spense nel 1942, nella Leningrado assediata, a soli 38 anni di età (era nato nel 1903).

### Anni quaranta
Quando gli Alleati subirono una battuta di arresto presso Anzio (primavera 1944), le radio portatili personali erano severamente vietate per evitare che potessero essere utilizzate da partigiani per ricevere istruzioni sul campo.

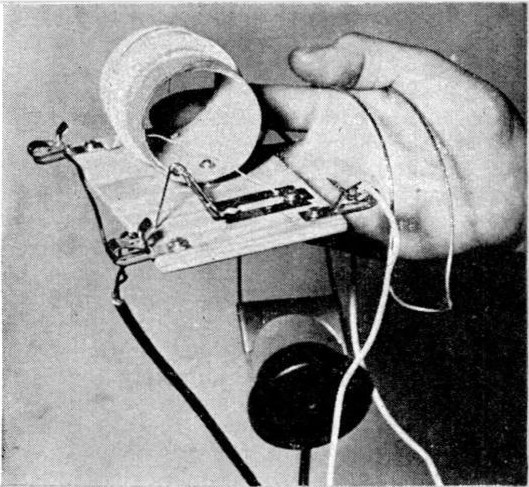
Una delle radio a galena artigianali impiegate sul fronte dagli Alleati

Alcuni ingegnosi "G.I." scoprirono che si poteva assemblare una radio a galena con una bobina in fil di ferro "di recupero", una lametta da barba arrugginita ed una mina di matita come diodo. Facendo scorrere la grafite (sfiorando) dai punti meno arrugginiti a quelli più ossidati, formavano quel che si chiama un diodo a punto di contatto, e in tal modo si poteva sentire il segnale "rettificato" negli auricolari della radio a galena di fortuna. Fu indubbiamente un'idea di gran successo, prontamente estesa dapprima ad ogni fronte in cui operassero gli Alleati, e da lì a poco pure alla società civile, radicandosi saldamente nella cosiddetta "cultura popolare". Questi congegni furono battezzati foxhole receivers (traducibile, grosso modo, con "radio da trincea") dalla stampa popolare, e divennero parte del folklore della Seconda guerra mondiale.

Animazione che mostra l'evoluzione territoriale europea durante il conflitto

In alcuni paesi che avevano occupato, i nazisti confiscarono a tappeto le radio dei cittadini. Il fatto spinse alcuni radioascoltatori particolarmente determinati a fabbricarsi le proprie "radio clandestine", spesso poco più che radio a galena del tipo più semplice. Bisogna ricordare che questo comportamento esponeva al rischio di essere incarcerati (se non anche uccisi), senza contare che in gran parte dell'Europa il segnale della BBC (o altra emittente di "parte alleata") non era abbastanza forte per essere captato con strumenti così poveri. Esistevano comunque zone (come ad esempio le Isole del Canale) dove la ricezione era possibile.

### Anni successivi
Anche se, intuibilmente, non potrebbe mai riconquistare la popolarità ed il vasto impiego registrati ai suoi esordi, il circuito di cui parliamo è tuttora utilizzato. I boy scout (destinati ad affermarsi quali ufficiosi depositari della tradizione della radio a galena) prevedevano nei loro programmi formativi la costruzione del "nostro" apparecchio già negli anni venti. Tra gli anni cinquanta e gli anni sessanta si diffuse una miriade di gadget o di elementari "kit di montaggio", tanto che innumerevoli ragazzini incuriositi dall'elettronica fecero con le proprie mani una radio a galena.
Tra gli anni venti e gli anni cinquanta la costruzione di radio a galena era un autentico successo di massa. Più di recente, gli appassionati hanno preso a realizzare apparati più sofisticati. C'è gran fervore di iniziative sia sul piano squisitamente estetico, sia su quello delle prestazioni, che a volte raggiungono livelli sorprendenti. Vi sono raduni annuali e gare che permettono ai cultori di confrontare i rispettivi risultati in un clima di sana competizione sportiva e tecnica.

### Tentativi di recuperare potenza come portante RF
Una radio a galena sintonizzata su una forte stazione locale può essere utilizzata proprio come fonte di energia per un altro ricevitore amplificato in modo energeticamente efficiente (più spesso un ricevitore rigenerativo) in relazione a stazioni distanti che non potrebbero mai essere ricevute con una radio a galena "ordinaria".
C'è una lunga storia di tentativi mal riusciti e millanterie sul recupero di potenza nella portante del segnale ricevuto stesso. Gli apparecchi tradizionali usano raddrizzatori a semionda. Poiché i segnali AM hanno un fattore di modulazione di solo 30% di voltaggio a picchi, non più del 9% della potenza di segnale ricevuto ({\displaystyle P=U^{2}/R}) è vera informazione audio, mentre il restante 91% è solo voltaggio in corrente continua "rettificato" (o raddrizzato che dir si voglia).
Vi fu un notevole impegno nel tentare di convertire questo voltaggio di corrente continua in energia-segnale. Fra i primi tentativi, alcuni (nel 1966) prevedevano il ricorso ad un amplificatore a transistor. Oggi la storia continua, con progetti di "apparecchio a commutazione di due onde invertite" e amplificatori a ponte.

## Costruzione e funzionamento

### L'importanza del collegamento a terra
Le antenne a cavo lungo spesso utilizzate con le radio a galena sono antenne monopolo.
Per ricevere segnali da questo tipo di antenna, ci vuole una messa a terra che permetta all'elettricità del segnale di attraversare l'antenna ed uscirne. Poiché le radio a galena hanno come unica fonte energetica l'elettricità captata dall'antenna, ne consegue la necessità di una "messa a terra" assai migliore di quella di un apparecchio ordinario. Non avendo infatti alimentazione elettrica esterna, la radio a galena deve sfruttare al massimo l'energia elettrica indotta in antenna: si ha quindi una ddp (differenza di potenziale) maggiore se c'è una buona antenna e una buona messa a terra. Infatti, semplificando un po', in assenza di essa la corrente che può fluire nel circuito è limitata dalla capacità "complessiva" di tutto ciò che sta "a valle" dello stesso. Il fenomeno è analogo alla carica di un condensatore, dove la corrente che fluisce è via via limitata dall'accumulo di cariche nelle armature; nel caso della radio a galena senza messa a terra esse sono costituite dall'apparecchiatura stessa nel suo insieme e dall'ambiente circostante, terreno incluso. Ovviamente, malgrado si abbia a che fare con frequenze radio, detta corrente di carica (e scarica) non può reggere il confronto con quella che può fluire con una buona messa a terra, dove il terreno stesso chiude il circuito "ideale" tra trasmittente e ricevente, pienamente conduttivo nel percorso di ritorno, con il solo ostacolo della resistenza ohmica che può essere ridotta facilmente a pochi ohm con pochi elementi metallici ("puntazze") di facile realizzazione, conficcati nel suolo.

### Il circuito ingenuo

Questo circuito è poco pratico per ricevere le trasmissioni AM.

Il circuito radio di principio qui illustrato è spesso proposto ingenuamente per sintonizzarsi sulle trasmissioni AM; è costituito da una bobina fissa con in parallelo un condensatore variabile, formando così un circuito risonante e collegato direttamente con l'antenna e la messa a terra.
Questo è solo un circuito di principio perché non consente di poter ricevere tutta l'intera banda di radiodiffusione AM.
Il motivo è il seguente.
Una tipica antenna efficiente per radioricezione in Onde medie può essere costituita da un filo lungo 20 metri posto a 6 metri d'altezza, e si comporterà come un condensatore di circa 250-300 pF (tutte le antenne hanno capacità, induttanza e resistenza, ma un'antenna di questo tipo in onde medie avrà prevalentemente un comportamento capacitivo).
Supponendo allora che l'antenna rappresenti una capacità aggiuntiva di 300 pF, con un condensatore variabile da 500 pF servirà una induttanza di circa 100 µH per raggiungere l'estremità inferiore della banda (intorno a 540 kHz); la capacità dell'antenna non permetterebbe però di raggiungere l'estremo superiore della banda a 1600 kHz in quanto, anche supponendo di avere un condensatore variabile con una capacità residua molto piccola (per es. 5 pF), il circuito risuonerebbe a circa 910 kHz.
Questo condensatore inoltre avrebbe un rapporto di capacità di 100:1, molto difficile da realizzare; i condensatori variabili di uso comune hanno una capacità residua di circa 15 pF, per cui il rapporto di escursione in questo caso è circa 33:1 e il circuito risuonerebbe alla massima frequenza di 898 kHz.
Di conseguenza, i progettisti esperti evitano l'uso di questo circuito, che invece può funzionare in modo soddisfacente per una singola frequenza.
La limitazione della banda sintonizzabile può essere superata utilizzando una induttanza variabile al posto del condensatore variabile, oppure realizzando delle prese intermedie sulla bobina (induttanza), in modo da suddividere l'intera banda in più porzioni. È conveniente inoltre accoppiare l'antenna e la terra al circuito risonante tramite una induttanza ausiliaria, con minor numero di spire, accoppiata alla induttanza principale per adattare meglio il trasferimento di energia a radiofrequenza e ridurre l'effetto della capacità dell'antenna.
La possibilità di ricevere una singola frequenza rende comunque giustificato l'uso di tale ricevitore, in quanto la bassa sensibilità unita alla scarsa selettività permette di solito solo la ricezione della stazione trasmittente locale in onde medie.

## Brevetti statunitensi
- (EN)  US836531, United States Patent and Trademark Office, Stati Uniti d'America. "Means for receiving intelligence communicated by electric waves", 1906. G. W. Pickard.
- (EN)  US876996, United States Patent and Trademark Office, Stati Uniti d'America. "Intelligence intercommunication by magnetic wave components", 1908. G. W. Pickard.
- (EN)  US956165, United States Patent and Trademark Office, Stati Uniti d'America., "Space communication", 1910. G. W. Pickard.
- (EN)  US1206911, United States Patent and Trademark Office, Stati Uniti d'America., "System of radio communication", 1916. G. W. Pickard.
- (EN)  US1224499, United States Patent and Trademark Office, Stati Uniti d'America., "Radio telegraphy and telephony receiver", 1917. G. W. Pickard.
- (EN)  US1245266, United States Patent and Trademark Office, Stati Uniti d'America., "Radio telegraphy and telephony receiver", 1917. G. W. Pickard.
- (EN)  US1249482, United States Patent and Trademark Office, Stati Uniti d'America., "Radio telegraphy and telephony receiver", 1917. G. W. Pickard.
- (EN)  US1485524, United States Patent and Trademark Office, Stati Uniti d'America., "Crystal detector for radio communication", 1924. Hugo H. Pickron. (ed., uses "crystal radio" term in the patent.)
- (EN)  US1575067, United States Patent and Trademark Office, Stati Uniti d'America.,"Functioning parts of mineral type detectors", 1926. L. B. Lambert.
- (EN)  US1648521, United States Patent and Trademark Office, Stati Uniti d'America., "Radio receiving set", 1927. A. Wikstrom.
- (EN)  US1748435, United States Patent and Trademark Office, Stati Uniti d'America., "Crystal radio apparatus", 1930. H. Adams.
- (EN)  US1825070, United States Patent and Trademark Office, Stati Uniti d'America., "Radio receiving set", 1931. W. J. Kayser.
- (EN)  US2805332, United States Patent and Trademark Office, Stati Uniti d'America., "Subminiature portable crystal radio", 1957. Keith L. Bell.